# OpenSSL

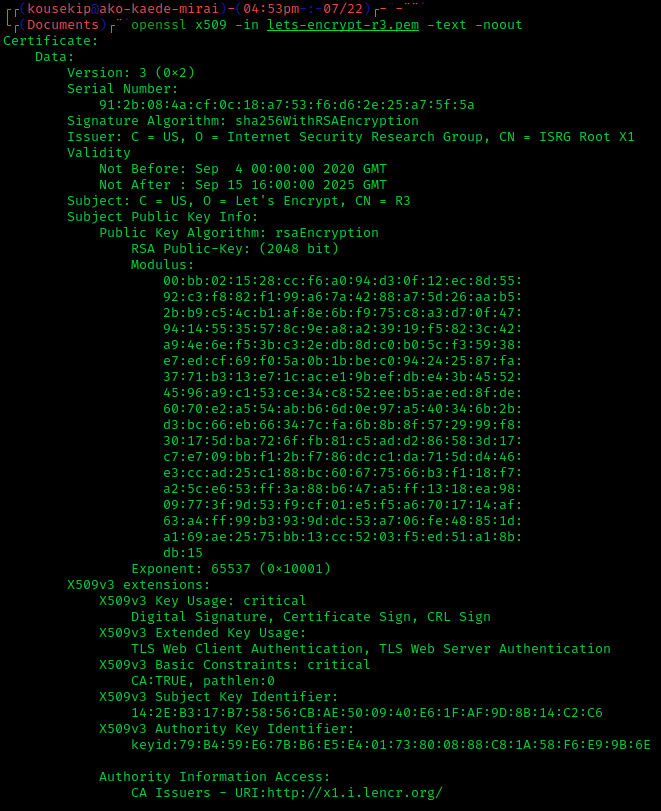
OpenSSL

OpenSSL är en open source-implementation av SSL- och TLS-protokollen. Grundbiblioteken, som är skrivna i C, implementerar grundläggande krypteringsfunktioner och tillhandahåller en uppsättning kringfunktioner, och det finns en uppsjö av wrappers för att använda av OpenSSL-biblioteken i andra programmeringsspråk. OpenSSL drivs av en stiftelse med fyra huvudsakliga programmerare, varav bara en har det som heltidsjobb.
Det finns versioner för de flesta Unix-artade operativsystem, inklusive Solaris, Linux, Mac OS, ett antal BSD samt OpenVMS och Microsoft Windows. 
OpenSSL har stöd för ett antal sorters kryptering:
Krypteringsalgoritmer
AES, Blowfish, Camellia, SEED, CAST-128, DES, IDEA, RC2, RC4, RC5, Triple DES, GOST 28147-89
Kryptografiska hash-funktioner
MD5, MD2, SHA-1, SHA-2, RIPEMD-160, MDC-2, GOST R 34.11-94
Asymmetrisk kryptering
RSA, DSA, Diffie-Hellmans nyckelöverföring,  Elliptic curve, GOST R 34.10-2001

## Heartbleed-buggen
I april 2014 åtgärdades en bugg i OpenSSL-implementationen. Buggen kunde potentiellt göra det lättare för illvilliga hackare att komma över servrars privata krypteringsnycklar och i förlängningen även vanliga användares lösenord, kreditkortsnummer och andra känsliga uppgifter.